# René de Knyff
Le chevalier René de Knyff, né le 10 décembre 1865 à Anvers (Belgique) et mort à Paris (XVIe) le 29 mai 1955, est un pilote automobile franco-belge ayant acquis la nationalité française en 1914. 

## Biographie

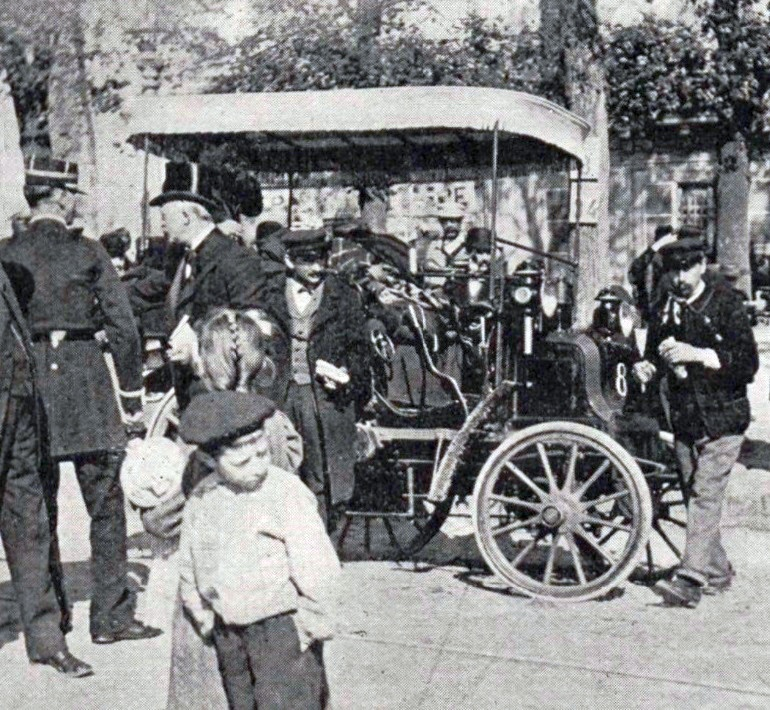
Merkel et René de Knyff, deuxièmes de Paris-Marseille-Paris 1896 sur Panhard-Levassor (no 8).

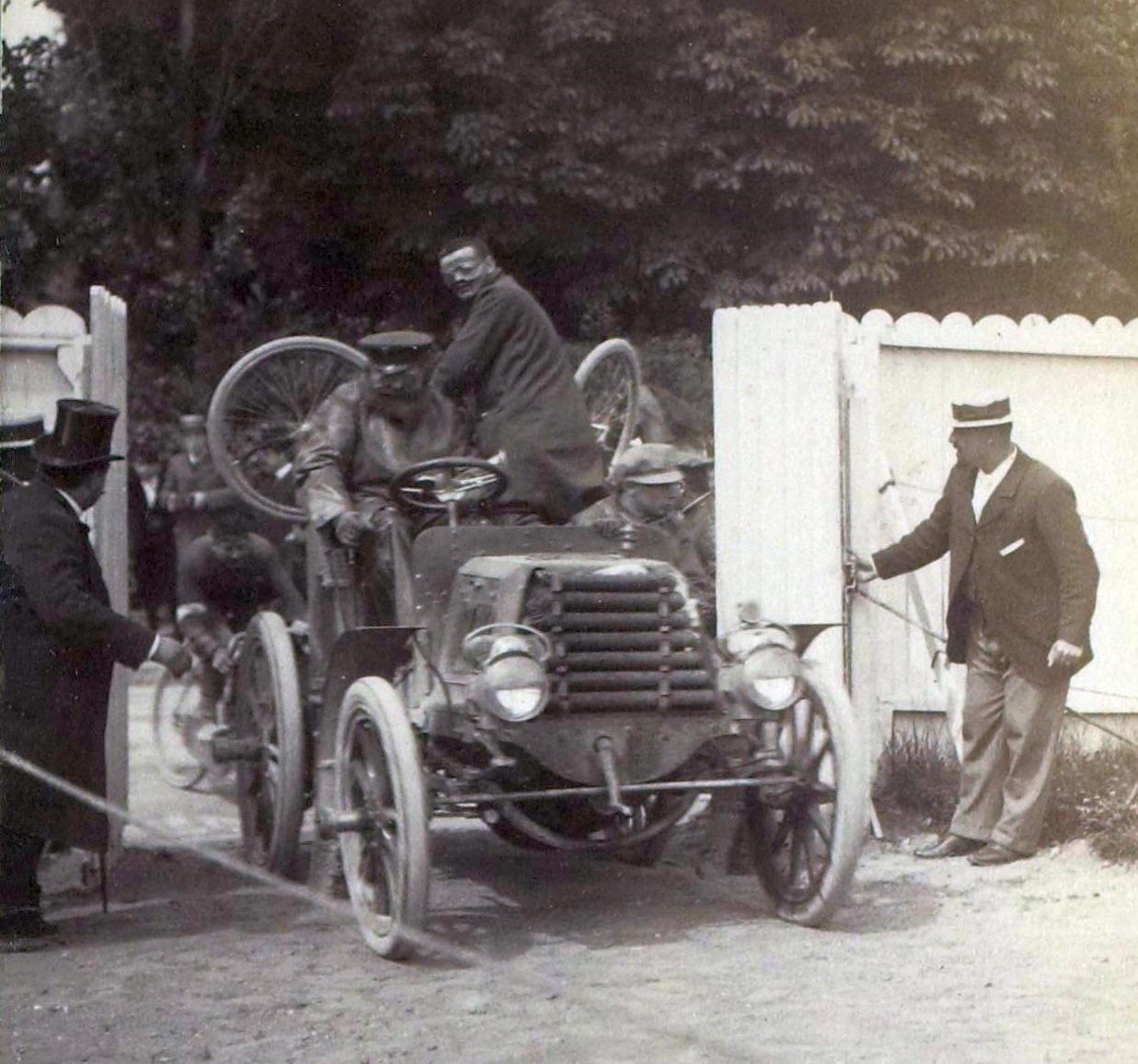
Arrivée victorieuse du cycliste Constant Huret derrière la Panhard de de Knyff, au Bordeaux-Paris 1899.

Membre né de la Famille de Knyff, fils de Léonce de Knyff (1813-1866) et Gabrielle van der Heyden (1842-1895).
Dès le milieu des années 1880, il fut directeur de l'hebdomadaire La Revue des Sports durant plusieurs années. Il est alors membre de plusieurs cercles sportifs (d'escrime, de tir aux pigeons, et de yachting).
Il participa à une vingtaine de courses de voitures entre 1896 et 1903, en remportant 5 (toujours sur Panhard & Levassor, où il occupait également un poste directionnel),,,,. Son jeune mécanicien embarqué habituellement se prénommait Aristide.
Il arrêta la compétition après l'édition 1903 de la Coupe Gordon Bennett, sa carrière sportive s'étant étalée sur près de sept ans.
En mai 1905, il percuta violemment une vache lors de reconnaissances pour la Coupe Bennett, en compagnie du journaliste Charles Faroux de La Vie au grand air.
D'un comportement sportif exemplaire, populaire, il était aisément reconnaissable par son épaisse barbe et sa casquette de capitaine (qu'il perdait régulièrement lors des départs), sachant aussi fréquemment apprécier champagne, cigares et vins de la vallée du Rhin.
Il devient, le 27 janvier 1899, le premier président de la Commission Sportive de l'Automobile Club de France (il en sera nommé président d'Honneur le 26 avril 1926), notamment chargé de l'organisation de la VIe Coupe Gordon Bennett à Clermont-Ferrand en 1905, avant de devenir Président de la Commission Sportive Internationale (CSI) de sa création le 7 décembre 1922 à 1946 (connue sous le nom de Fédération Internationale du Sport Automobile ou FISA à partir de février 1979). De sa création en 1913 à 1926, il préside également aux destinées de l'Union Motocycliste de France (la future Fédération française de motocyclisme en 1946), permettant notamment la création du Grand Prix de l'UMF pour cyclecars.
Il était également éleveur de chevaux dans l'île de Migneaux.
En 1921, à 56 ans, il épousa l'Autrichienne Dora Schmidt (1886-1983). Ils n'ont pas de descendance.
Il donne son nom à une avenue d'Hyères.   

### Palmarès
- 1898: Paris-Bordeaux (Critérium des Entraîneurs), sur Panhard 6 hp (1er au classement général en 15 h 30 min 31 s à la moyenne de 37,60 km/h et vainqueur des deux étapes Versailles-Tours, et Tours-Bordeaux)[3]
- 1899: Rallye-Paper, sur Panhard 6 hp (1re édition)[9]
- 1899: Brussel-Namur-Spa, sur Panhard 12 hp[10]
- 1899: Spa-Bastogne-Spa, sur Panhard 12 hp
- 1899: Tour de France automobile, sur Panhard 16 hp (vainqueur de quatre étapes sur sept, en plus de 2 000 km)
- 1899: voiture-guide de Constant Huret, lors de sa victoire au Bordeaux-Paris cycliste (le record du trajet pour le cycliste tient 32 ans)
- 1899: Rallye-Papiers (ou rallie-Papiers, ou rallye-paper[note 2]), sur Panhard 12 hp (deuxième édition également en décembre entre Fontainebleau et Paris, route de Suresnes à Saint-Germain, toujours grâce à La Vie au grand air)[4]
- 1900: Circuit du Sud-Ouest (Pau), sur Panhard 16 hp
- 1900: Nice-Marseille-Nice, sur Panhard 16 hp
- 1900: vainqueur de la catégorie "Voitures lourdes" (plus de 400 kg) lors de Paris-Toulouse-Paris en 1900, sur Panhard 16 hp (1 347 km)[5]

Autres podiums, et accessits
- 2e de Paris-Marseille-Paris en 1896, sur Panhard & Levassor (avec M. Merkel)

- 2e de Paris-Bordeaux en 1899, sur Panhard 16 hp

- 2e de la Coupe automobile Gordon Bennett en 1903 sur Panhard (participation en 1900 et 1902)

- 3e de Marseille-Nice en 1898, sur Panhard (vainqueur de l'étape Marseille-Hyères)

- 3e de Paris-Berlin en 1901, sur Panhard

- 4e de Marseille-Nice-La Turbie en 1897, sur Panhard

- 4e de Paris-Amsterdam-Paris en 1898, sur Panhard

(nb: lors de  Paris-Innsbruck en 1902, René de Knyff mène avec une confortable avance jusqu'à son abandon à quarante kilomètres à peine de l'arrivée. Il est à noter également un certain Gaétan de Knyff champion cycliste de la S.V. Métropolitaine en septembre 1892 sur Crypto, vainqueur de Bruxelles-Namur-Spa en 1899 sur Panhard & Levassor et onzième de Paris-Bordeaux en 1899 sur Peugeot, qui abandonne par la suite lors du Paris-Berlin 1901 sur Panhard)